# Emilie Turunen
Emilie Turunen (Kopenhagen, 13 mei 1984) is een Deens politica. Ze zetelde tussen 14 juli 2009 en 30 juni 2014 in het Europees Parlement, eerst voor de Socialistische Volkspartij, daarna voor Socialdemokraterne.

## Biografie
Turunen behaalde haar bachelordiploma in sociale wetenschappen en arbeidssociologie in 2009 aan de Universiteit van Roskilde. In het jaar daaraan voorafgaand was ze lid van het hoofdbestuur en dagelijks bestuur van de Socialistische Volkspartij en landelijk voorzitter van de jongerenafdeling.
Bij de verkiezingen van 2009 werd Turunen verkozen tot lid van het Europees Parlement namens de Socialistische Volkspartij (De Groenen/VEA). Ze was tot 1 december 2011 de jongste parlementariër, toen de Zweedse Amelia Andersdotter tussentijds lid werd van de Europese volksvertegenwoordiging. In 2013 stapte ze over naar Socialdemokraterne en de S&D-fractie. Turunen was lid van de Commissie interne markt en consumentenbescherming en maakte deel uit van de delegatie voor de betrekkingen met de Zuidoost-Aziatische landen en de Associatie van Zuidoost-Aziatische staten.